# Kristina Grundström
Kristina Grundström, född 1976, är en svensk tecknare och illustratör. 
Kristina Grundström är uppvuxen i Dalby i Skåne men är idag verksam i Lund. Hon har sin konstnärliga grundutbildning från Sundsgårdens Folkhögskola i Skåne. Därefter gick hon Konstfacks utbildning i animerad film och har även gått en treårig utbildning i informationsdesign, med inriktning mot naturvetenskaplig illustration, på Mälardalens högskola i Eskilstuna. Grundström har en bildlärarexamen från Malmö högskola och har tidigare arbetat som bildlärare på olika skolor i Skåne.[källa behövs] Idag arbetar hon främst med illustrationer till läromedel, barnböcker samt dator- och mobilspel för barn, men gör även illustrationer till informationsmaterial, CD/DVD-omslag och logotyper. 

## Priser och utmärkelser
2007 Libers läromedelspris